# كأس اتحاد جنوب آسيا لكرة القدم 2011
كأس اتحاد جنوب آسيا لكرة القدم 2011 برعاية من قبل هواتف كاربون وتدعى بطولة اتحاد جنوب آسيا كاربون 2011 رسميا، كانت النسخة العاشرة من كأس اتحاد جنوب آسيا لكرة القدم وقد عقدت في نيو دلهي، الهند من 2 ديسمبر إلى 11 ديسمبر 2011.

## الملعب
كانت بالأصل سوف تقام في أوريسا، الهند في ديسمبر 2011، لاكنها نقلت إلى نيو دلهي من قبل اللجنة التنفيذية للاتحاد الهندي لكرة القدم يوم 22 سبتمبر.
كان ملعب جواهر لعل نهرو هو الاستاد الرئيسي للبطولة وسيحتضن جميع مبارياتها. وهو أيضا الملعب الخاص بالمنتخب الهندي لكرة القدم وقد استضاف دورة العاب الكومنولث 2010.
| نيو دلهي            |
| ------------------- |
| ملعب جواهر لعل نهرو |
| السعة: 60,000       |
|                     |

## المجموعات
جرى حفل القرعة في فندق لا ميرديين بنيو دلهي من قبل مجموعة من كبار الشخصيات بما في ذلك الأمين العام للاتحاد الهندي لكرة القدم كوشال داس، الأمين العام لاتحاد جنوب آسيا لكرة القدم والأمين العام لاتحاد المالديف لكرة القدم شاه إسماعيل.
| المجموعة الأولى                                      | المجموعة الثانية                                       |
| ---------------------------------------------------- | ------------------------------------------------------ |
| أفغانستان · الهند (التصنيف الأول) · سريلانكا · بوتان | بنغلاديش · المالديف (التصنيف الثاني) · باكستان · نيبال |

## المباريات
جميع الأوقات حسب توقيت الهند (ت.ه) – ت ع م+05:30

### المجموعة الأولى
| الفريق    | نقاط | فرق | عليه | له | خ | ت | ف | لعب |
| --------- | ---- | --- | ---- | -- | - | - | - | --- |
| أفغانستان | 7    | 9+  | 3    | 12 | 0 | 1 | 2 | 3   |
| الهند     | 7    | 8+  | 1    | 9  | 0 | 1 | 2 | 3   |
| سريلانكا  | 3    | 2−  | 6    | 4  | 2 | 0 | 1 | 3   |
| بوتان     | 0    | 15− | 16   | 1  | 3 | 0 | 0 | 3   |

| الهند            | 1 – 1 | أفغانستان     |
| ---------------- | ----- | ------------- |
| سونيل تشيتري 10' | تقرير | بلال أريزو 5' |

| سريلانكا                                  | 0 – 3 | بوتان |
| ----------------------------------------- | ----- | ----- |
| مي محمد زين 29' · نيبونا باندارا 35'، 65' | تقرير |       |

| أفغانستان                                | 1 – 3 | سريلانكا        |
| ---------------------------------------- | ----- | --------------- |
| سنجار أحمدي 22'، 36' · عطا يامير علي 78' | تقرير | مي محمد زين 17' |

| بوتان | 5 – 0 | الهند                                                               |
| ----- | ----- | ------------------------------------------------------------------- |
|       | تقرير | سيد رحيم نبي 29' · كليفورد ميراندا 44'، 58' · سونيل تشيتري 69'، 84' |

| بوتان                | 8 – 1 | أفغانستان |
| -------------------- | ----- | --- |
| تشينتشو غييلتشين 22' | تقرير | عطا يامير علي 4' · زوهیب إسلام أمیری 10' · بلال أريزو 15'، 18'، 45+2'، 83' · جلال الدين شاريتيار 48' (ركل.) · محمد مشرقي 60' |

| الهند                                                                     | 0 – 3 | سريلانكا |
| ------------------------------------------------------------------------- | ----- | -------- |
| جيجي لالبيكلوا 50' · سونيل تشيتري 70' · باندارا واراكاغودا 90+3' (بالخطأ) | تقرير |          |

### المجموعة الثانية
| الفريق   | نقاط | فرق | عليه | له | خ | ت | ف | لعب |
| -------- | ---- | --- | ---- | -- | - | - | - | --- |
| المالديف | 5    | 2+  | 2    | 4  | 0 | 2 | 1 | 3   |
| نيبال    | 5    | 1+  | 2    | 3  | 0 | 2 | 1 | 3   |
| باكستان  | 3    | 0   | 1    | 1  | 0 | 3 | 0 | 3   |
| بنغلاديش | 1    | 3−  | 4    | 1  | 2 | 1 | 0 | 3   |

| بنغلاديش | 0 – 0 | باكستان |
| -------- | ----- | ------- |
|          | تقرير |         |

| المالديف        | 1 – 1 | نيبال          |
| --------------- | ----- | -------------- |
| علي إشفاق 45+1' | تقرير | سانديب راي 52' |

| نيبال            | 0 – 1 | بنغلاديش |
| ---------------- | ----- | -------- |
| ساغار ثابا 90+5' | تقرير |          |

| باكستان | 0 – 0 | المالديف |
| ------- | ----- | -------- |
|         | تقرير |          |

| باكستان                | 1 – 1 | نيبال            |
| ---------------------- | ----- | ---------------- |
| سامار إسحاق 49' (ركل.) | تقرير | بهارات خاواس 37' |

| المالديف                           | 1 – 3 | بنغلاديش            |
| ---------------------------------- | ----- | ------------------- |
| أحمد ثوريك 6'، 17' · علي إشفاق 70' | تقرير | شهيد العلم شاهد 29' |

## مرحلة خروج المغلوب
|  | نصف النهائي         | نصف النهائي |   |  | النهائي              | النهائي |  |
|  |                     |             |   |  |                      |         |  |
|  | 9 ديسمبر — نيو دلهي |             |   |  |                      |         |  |
|  | المالديف            | 1           |   |  |                      |         |  |
|  | الهند               | 3           |   |  |                      |         |  |
|  |                     |             |   |  |                      |         |  |
|  |                     |             |   |  | 11 ديسمبر — نيو دلهي |         |  |
|  |                     |             |   |  | الهند                | 4       |  |
|  |                     | أفغانستان   | 0 |  |                      |         |  |
|  |                     |             |   |  |                      |         |  |
|  |                     |             |   |  |                      |         |  |
|  |                     |             |   |  |                      |         |  |
|  | 9 ديسمبر — نيو دلهي |             |   |  |                      |         |  |
|  | أفغانستان (ب.و.إ.)  | 1           |   |  |                      |         |  |
|  | نيبال               | 0           |   |  |                      |         |  |

### نصف النهائي
| المالديف        | 3 – 1 | الهند                                       |
| --------------- | ----- | ------------------------------------------- |
| شامويل قاسم 60' | تقرير | سيد رحيم نبي 24' · تشيتري 70' (ركل.)، 90+1' |

| أفغانستان       | 0 – 1 (ب.و.إ) | نيبال |
| --------------- | ------------- | ----- |
| بلال أريزو 101' | تقرير         |       |

### النهائي
| الهند                                                                                       | 0 – 4 | أفغانستان |
| ------------------------------------------------------------------------------------------- | ----- | --------- |
| سونيل تشيتري 71' (ركل.) · كليفورد ميراندا 79' · جيجي لالبيكلوا 80' · سوشيل كومار سينغ 90+5' | تقرير |           |

## الجوائز
| بطل بطولة اتحاد جنوب آسيا لكرة القدم 2011 |
| ----------------------------------------- |
| · الهند · للمرة السادسة                   |

| جائزة اللعب النظيف | جائزة اللعب النظيف | جائزة اللعب النظيف | الهداف       | الهداف       | الهداف       | أفضل لاعب في البطولة | أفضل لاعب في البطولة | أفضل لاعب في البطولة |
| ------------------ | ------------------ | ------------------ | ------------ | ------------ | ------------ | -------------------- | -------------------- | -------------------- |
| الهند              | الهند              | الهند              | سونيل تشيتري | سونيل تشيتري | سونيل تشيتري | سونيل تشيتري         | سونيل تشيتري         | سونيل تشيتري         |

## الهدافين
7 أهداف
- سونيل تشيتري

6 أهداف
- بلال أريزو

3 أهداف
- كليفورد ميراندا

هدفين
| - سنجار أحمدي - آتا يمارلي - سيد رحيم نبي | - جيجي لالبيكلوا - علي إشفاق - أحمد ثوريك | - نيبونا باندارا - مي محمد زين |

هدف واحد
| - زوهيب إسلام أميري - محمد مشرقي - جمال دين شاريتيار - شهيد العلم شاهد | - تشينتشو غييلتشين - سوشيل كومار سينغ - شامويل قاسم - بهارات خاواس | - سانديب راي - ساغار ثابا - سامار إسحاق |

هدف بالخطأ
- باندارا واراكاغودا (ضد الهند)

## حقوق البث

### يوتيوب مباشر
في اتفاق بين شركة وولد سبورت والشريك التسويق الحصري والإعلامي لاتحاد جنوب آسيا، تم الاتفاق على ان يتم بث المباريات مباشرة على موقع يوتيوب من 2 ديسمبر إلى 11 ديسمبر. المباريات مباشرة سوف تكون متاحة عالميا من خلال قناة اتحاد جنوب آسيا في يوتيوب باستثناء جنوب آسيا في الهند.

### لايف تي في
سوف تبث قناة تن أكشن المباريات مباشرة.
| الدول                                                                                   | القناة   |
| --------------------------------------------------------------------------------------- | -------- |
| *جنوب آسيا - أفغانستان - بنغلاديش - بوتان - الهند - مالديف - نيبال - باكستان - سريلانكا | تن أكشن+ |